# Echemmaia
Echemmaia (arabiska: الشماعية) är en stad i Marocko. Den ligger i provinsen Youssoufia och regionen Marrakech-Safi, 280 km sydväst om huvudstaden Rabat. Antalet invånare var 24 303 vid folkräkningen 2014.